# Amir Karić
Amir Karić (* 31. prosinec 1973) je bývalý slovinský fotbalista.

## Reprezentace
Amir Karić odehrál 64 reprezentačních utkání. S slovinskou reprezentací se zúčastnil Mistrovství světa 2002.

## Statistiky
| Slovinsko | Slovinsko | Slovinsko |
| Roky      | Záp.      | Góly      |
| --------- | --------- | --------- |
| 1996      | 3         | 1         |
| 1997      | 5         | 0         |
| 1998      | 3         | 0         |
| 1999      | 9         | 0         |
| 2000      | 11        | 0         |
| 2001      | 7         | 0         |
| 2002      | 11        | 0         |
| 2003      | 8         | 0         |
| 2004      | 7         | 0         |
| Celkem    | 64        | 1         |